# Ras Al Khair
Koordinaten: 27° 27′ 20,52″ N, 49° 18′ 0,72″ O
Ras Al Khair (arabisch رأس الخير, DMG Raʾs al-Ḫair, deutsch etwa: „Das wohltätige Kap“, bis 2011 رأس الزور / Raʾs az-Zūr, auch Ras az-Zour, Ras Azzour) ist eine noch in Aufbau befindliche Industrie- und Hafenstadt in Saudi-Arabien. Sie liegt in der nordöstlichen Provinz asch-Scharqiyya am Persischen Golf, rund 80 Kilometer nördlich von al-Dschubail. Dort sollen im Landesinnern geförderte Mineralien wie Bauxit und Phosphat verarbeitet und verschifft werden. Auch andere ölunabhängige Industrien sollen dort im Zuge einer Politik der Reduzierung der Abhängigkeit der saudischen Wirtschaft von Erdölexporten entstehen. An deren Stelle soll langfristig der Export anderer Grundstoffe und Halbfertigerzeugnisse treten.

## Industrieprojekte
In Planung bzw. im Aufbau befinden sich eine Reihe von Industrieanlagen: der weltgrößte vertikal integrierte Aluminiumkomplex mit weltgrößter Aluminiumschmelze (740.000 Tonnen/Jahr) und Walzwerk, der vom Staatskonzern Maʿaden und von Alcoa gemeinsam betrieben wird – der Bau dauerte von 2010 bis 2016, die Kosten betrugen über 10 Milliarden Euro; ferner eine Fabrik zur Erzeugung von Düngemitteln (3 Millionen Tonnen/Jahr Diammoniumhydrogenphosphat), die von Maʿaden und Sabic betrieben werden soll; Anlagen zur Produktion von Ammoniumsulfat, Phosphorsäure (1 Million Tonnen/Jahr) und Schwefelsäure, ein Großkraftwerk mit einer Leistung von 2,4 Gigawatt und eine Meerwasserentsalzungsanlage sowie andere Infrastrukturen. Erste Anlagen wurden im November 2016 eröffnet. Die Gesamtinvestitionen sollen sich auf über 33 Milliarden Euro belaufen.
Über die North-South-Railway und andere noch zu errichtende Eisenbahnverbindungen, deren Kosten in der Investitionssumme von 33 Milliarden Euro nicht enthalten sind, sollen die Bauxitminen von as-Sabirah, die Phosphatlager von al-Dschalamid und die Ölraffinerien von Jubail mit den Weiterverarbeitungs- und Hafenanlagen von Ras al-Khair und darüber mit dem globalen Markt verbunden werden.
In Ras al-Khair sollen allein in diesen Unternehmen 12.000 Arbeitsplätze entstehen, die weitere Zehntausende  nach sich ziehen sollen.